# Niedźwiedzie Czuby
Niedźwiedzie Czuby (słow. Velické hrby) – niewybitne skaliste turnie wznoszące się w głównej grani Granatów Wielickich (Velické Granáty) w słowackich Tatrach Wysokich. Jest to ostatni odcinek grani, w której wznoszą się Granackie Turnie (Granátové veže), biegnącej tutaj w kierunku północ–południe. Kolejną turnią w grani jest Wielicka Kopa, oddzielona od Niedźwiedzich Czub szeroką i płytką Niedźwiedzią Przełęczą. Od przełęczy tej na południe wyróżnia się następujące obiekty:
- Zadnia Niedźwiedzia Czuba (Zadný Velický hrb, 2001 m[2]),
- Zadnia Niedźwiedzia Szczerbina (Zadná Velická štrbina),
- Pośrednia Niedźwiedzia Czuba (Prostredný Velický hrb),
- Pośrednia Niedźwiedzia Szczerbina (Prostredná Velická štrbina),
- Skrajna Niedźwiedzia Czuba (Predný Velický hrb),
- Skrajna Niedźwiedzia Szczerbina (Predná Velická štrbina),
- Mała Niedźwiedzia Czuba (Malý Velický hrb)[1].

Zadnia Niedźwiedzia Czuba wysyła na zachód grzędę, w której położone są Niżni Wielicki Przechód (pierwsza od dołu z licznych przełęczy Granackiej Ławki) i Mała Wielicka Strażnica, kończąca się urwiskiem ponad Doliną Wielicką. Tuż ponad Magistralą Tatrzańską wznosi się jeszcze Niedźwiedzia Kopka.
Poniżej grani Niedźwiedzich Czub ciągnie się początkowy odcinek Granackiej Ławki – ciągu zachodów i półek oddzielających Granackie Turnie od niższych Granackich Baszt. Na południu grań opada łagodnie aż do Magistrali Tatrzańskiej. Stoki grzbietu są zróżnicowane: wschodnie, opadające do Niedźwiedziego Żlebu, są stosunkowo łagodne. W wyższych partiach pokryte są kosodrzewiną, w niższych są trawiasto-piarżyste. Z kolei stoki zachodnie są dość strome i opadają skalistymi ścianami do Granackiej Ławki.
Nazwy Niedźwiedzich Czub, Niedźwiedziej Przełęczy i Niedźwiedziego Żlebu związane są z tym, że okolice te bywają odwiedzane przez niedźwiedzie.